# Dennis (cantante)
Dennis, pseudonimo di Dennis Rizzi, noto anche come Deddy (Settimo Torinese, 14 settembre 2002), è un cantautore italiano.

## Biografia
Nato nel 2002 a Settimo Torinese e diplomato presso un istituto tecnico di Torino, ha deciso di intraprendere la carriera musicale, studiando pianoforte e lavorando come barbiere per pagarsi gli studi.
La sua prima esperienza musicale è stata nel 2020 in seguito alla pubblicazione del singolo Forti e fragili su Spotify, poi, nel corso dello stesso anno, per l'etichetta discografica Warner Music Italy.
Nel novembre 2020 ha partecipato ai provini della ventesima edizione del talent show musicale di Canale 5 Amici di Maria De Filippi, accedendo poi alla fase iniziale. Nel marzo 2021 ha ottenuto l'accesso alla fase serale del programma entrando a far parte della squadra capitanata dai professori Alessandra Celentano e Rudy Zerbi e nel maggio seguente è arrivato in finale, piazzandosi terzo nella classifica generale a pari merito con il cantautore AKA 7even e con il ballerino Alessandro Cavallo.
Durante la partecipazione ad Amici ha pubblicato diversi inediti, tra cui Il cielo contromano (certificato disco di platino), Parole a caso, Ancora in due, 0 passi (certificato doppio disco di platino) e La prima estate (certificato disco d'oro), che successivamente li ha racchiusi tutti e cinque nel suo primo EP Il cielo contromano, pubblicato il 14 maggio 2021 e in seguito è stato certificato disco di platino. Successivamente ha ricevuto un premio ai SEAT Music Awards per il singolo Il cielo contromano.
Il 15 agosto 2021 ha pubblicato il singolo Pensa a te, seguito il 24 settembre dal singolo Giove, entrambi inclusi nel suo primo album in studio Il cielo contromano su Giove, pubblicato l'8 ottobre, da cui è stato estratto il singolo Mentre ti spoglio, uscito il 17 dicembre. Il 15 aprile 2022 è uscito il brano Non mi fa dormire, che lo ha visto collaborare con Caffelatte. Il 17 giugno è stato reso disponibile il singolo Luci addosso. Nel 2023 ha pubblicato i singoli Casa gigante, Balla (come la domenica) e Le regole del fuoco.
Nel 2024 l'artista ha deciso di cambiare nome d'arte, passando da Deddy a Dennis, suo nome di nascita. Per l'occasione ha pubblicato il singolo Un altro nome, uscito il 19 luglio. Il 27 settembre è stato reso disponibile il singolo Persi per niente, riconosciuto col premio Lunezia dal quotidiano La Nazione.
Il 28 febbraio 2025 è uscito il singolo Hooligans, seguito il 9 maggio dal singolo Pari o dispari. Il 18 luglio è uscito il singolo Estate infinita.

## Vita privata
Dal 2024 ha una relazione con la modella e influencer Nicole Cena.

## Discografia
- 2021 – Il cielo contromano su Giove (come Deddy)

## Tournée
- 2022 – Live nei club
- 2022 – Luci addosso Summer tour

## Programmi televisivi
- Amici di Maria De Filippi 20 (Canale 5, Italia 1, 2020-2021) - concorrente

## Riconoscimenti
- Premio Lunezia
  - 2024 – Premio per Persi per niente dal quotidiano La Nazione[53]
- SEAT Music Awards
  - 2021 – Premio singolo multiplatino per Il cielo contromano[26]